# IJslandse parlementsverkiezingen 2009
Op 25 april 2009 werden vervroegde verkiezingen in IJsland gehouden, na de val van de regering wegens grote protesten wegens de kredietcrisis.

## Achtergrond
Premier Geir Haarde kondigde op 23 januari 2009 aan dat er nieuwe verkiezingen zouden worden gehouden en hij deelde bovendien mee dat hij prostaatkanker had en daarom uit de politiek zou stappen. Desondanks bleven de protesten aanhouden. De demonstranten eisten het ontslag van de regering en onmiddellijke verkiezingen. Op 26 januari 2009 trad Haarde af als premier en maakte bekend dat de verkiezingen op 9 mei zouden worden gehouden. Nieuwe verkiezingen waren nodig nadat gesprekken met coalitiepartner de Alliantie over het doorgaan van de regering waren mislukt. President Ólafur Ragnar Grímsson gaf de Alliantie de opdracht een nieuwe regering te vormen. Het werd uiteindelijk een minderheidsregering van de Alliantie en Links-Groen, met gedoogde steun van de Progressieve Partij. Minister van Sociale Zaken Jóhanna Sigurðardóttir werd de nieuwe minister-president van IJsland. De Liberale Partij besloot ook de minderheidsregering te steunen, die de vervroegde verkiezingen zal organiseren.
Bij de formatie van een nieuwe regering wilde de Alliantie graag op 30 mei een referendum houden over een mogelijk EU-lidmaatschap van IJsland. Nieuwe verkiezingen zouden op dezelfde dag moeten worden gehouden. Maar zowel Links-Groen als de Progressieve Partij wilden nieuwe verkiezingen in april 2009, en Links-Groen is ook tegen een EU-lidmaatschap van IJsland. Besloten werd de verkiezingen op zaterdag 25 april te houden. De Alliantie en Links-Groen gingen akkoord met de eis van de Progressieve Partij om later in het jaar verkiezingen voor een constitutioneel parlement te houden. De nieuwe regering werd op 1 februari 2009 geïnstalleerd, na enkele dagen vertraging.

## Campagne
Voor de verkiezingen besloot de Progressieve Partij haar standpunt over toenadering tot de Europese Unie te veranderen; vroeger was de partij tegen, maar de partij besloot nu voor te zijn. Verwacht wordt dat ook de Onafhankelijkheidspartij tijdens een partijcongres haar standpunt zal veranderen.
Op 25 februari maakte de voormalige IJslandse voetbal-international Þórður Guðjónsson bekend dat hij namens de Onafhankelijkheidspartij kandidaat is voor de verkiezingen. "Ik ambieer al heel lang een politieke carrière. Nu is de tijd rijp", liet de 58-voudige international weten.
Alliantie-leider Ingibjörg Sólrún Gísladóttir maakte op 1 maart bekend dat zij partijleider zou blijven, maar dat premier Sigurðardóttir door de partij als kandidaat voor het premierschap zou worden voorgedragen. Op 8 maart verklaarde Gísladóttir dat haar gezondheid niet goed genoeg was om de partij te leiden. Ze besloot af te treden, en op een partijcongres op 27 t/m 29 maart werd een nieuwe leider gekozen. Premier Jóhanna Sigurðardóttir, die in eerste niet wilde meedoen aan de verkiezingen voor het leiderschap van de partij, besloot toch zichzelf kandidaat te stellen , en ze werd met 97% van de stemmen gekozen als de nieuwe leider van de partij. De partij IJslandse Beweging - Leefbaar land ging tijdens dit congres ook op in de SDA.
Op het partijcongres van de Onafhankelijkheidspartij besloot de partij twee referenda over de Europese Unie te willen uitroepen - eentje over directe gesprekken met de Unie, en de andere over een mogelijke toetreding, als de onderhandelingen afgerond zijn. Bjarni Benediktsson jr. werd met 58% van de stemmen gekozen tot de nieuwe leider van de partij.

## Uitslagen
| Partij                                               | Partijleider                 | Stemmen | %    | Zetels  |
| ---------------------------------------------------- | ---------------------------- | ------- | ---- | ------- |
| Sociaaldemocratische Alliantie (Samfylkingin) (S)    | Jóhanna Sigurðardóttir       | 55.758  | 29,8 | 20 (+2) |
| Onafhankelijkheidspartij (Sjálfstæðisflokkurinn) (D) | Bjarni Benediktsson          | 44.369  | 23,7 | 16 (-9) |
| Links-Groen (Vinstrihreyfingin – grænt framboð) (V)  | Steingrímur J. Sigfússon     | 40.580  | 21,7 | 14 (+5) |
| Progressieve Partij (Framsóknarflokkurinn) (B)       | Sigmundur Davíð Gunnlaugsson | 27.699  | 14,8 | 9 (+2)  |
| Burgerbeweging (Borgarahreyfingin) (O)               | Herbert Sveinbjörnsson       | 13.519  | 7,2  | 4 (+2)  |
| Liberale Partij (Frjálslyndi flokkurinn) (F)         | Guðjón Arnar Kristjánsson    | 4.148   | 2,2  | 0 (-4)  |
| Democratische Beweging (Lýðræðishreyfingin) (P)      | Ástþór Magnússon             | 1.107   | 0,6  | 0       |

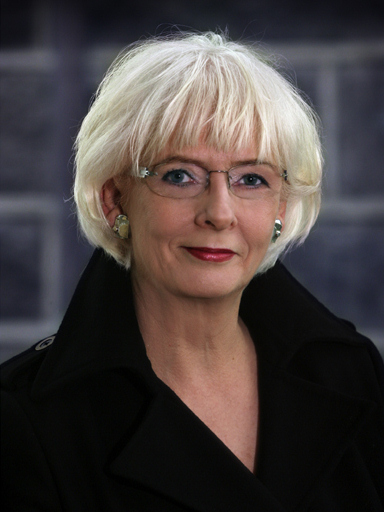
Jóhanna Sigurðardóttir
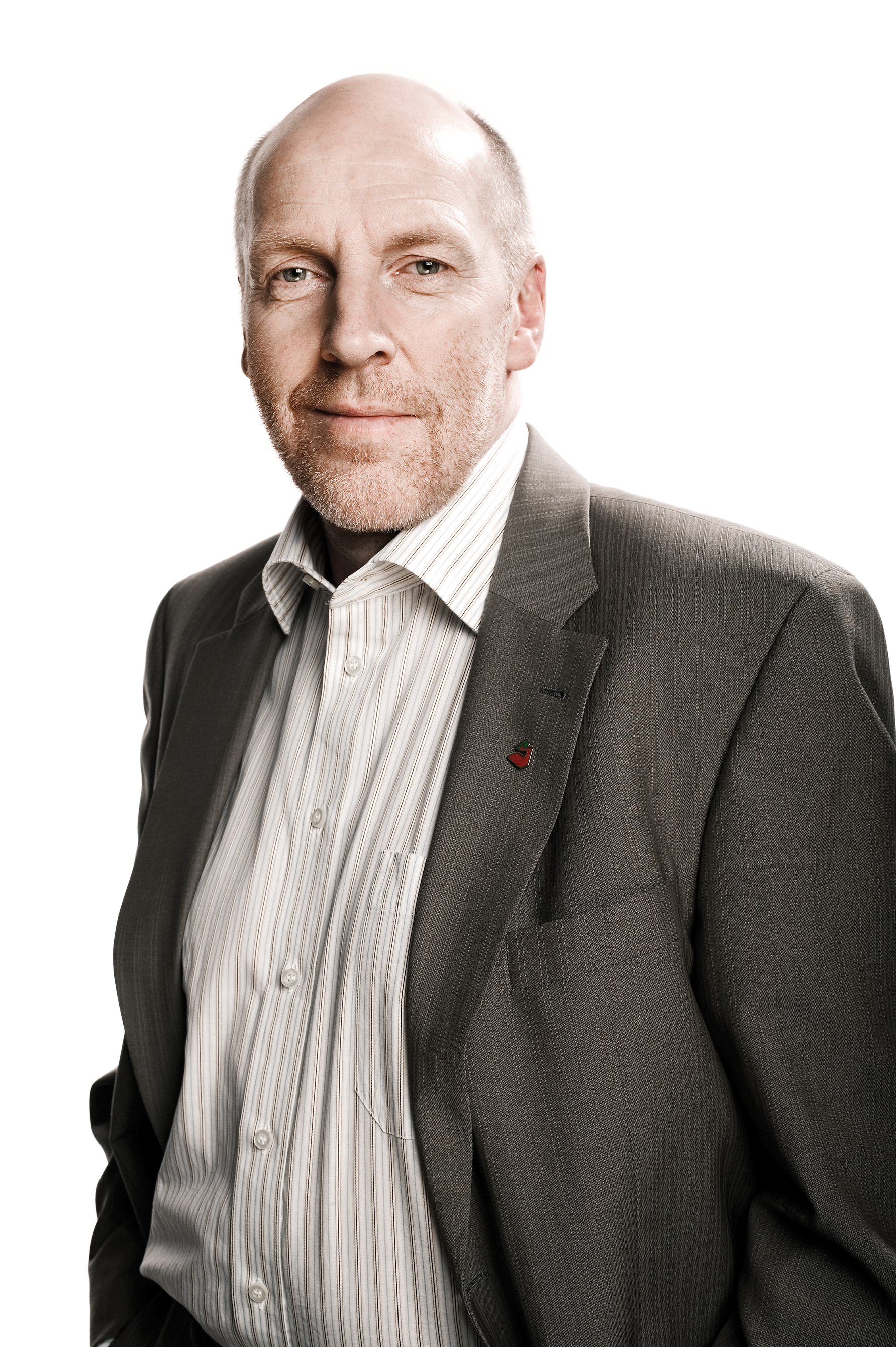
Steingrímur J. Sigfússon
zetelverdeling 2009

## Peilingen
| Partij                   | Verkiezingen 2007 | Januari 2009 | Februari 2009 | 16 februari 2009 | 16-24 februari 2009 | 11–17 maart 2009 | Eind maart 2009 | 3 april 2009 | 9 april 2009 |
| ------------------------ | ----------------- | ------------ | ------------- | ---------------- | ------------------- | ---------------- | --------------- | ------------ | ------------ |
| Onafhankelijkheidspartij | 36,6%             | 24,0%        | 25,8%         | 25,8%            | 26,2%               | 26,5%            | 29,1%           | 25,4%        | 25,7%        |
| Links-Groen              | 14,3%             | 30,0%        | 24,1%         | 21,1%            | 24,6%               | 24,6%            | 25,8%           | 27,2%        | 26,0%        |
| Alliantie                | 26,8%             | 22,0%        | 27,7%         | 27,7%            | 31,1%               | 31,2%            | 31,7%           | 29,4%        | 32,6%        |
| Progressieve Partij      | 11,7%             | 15,0%        | 15,0%         | 15,0%            | 12,8%               | 11,3%            | 7,5%            | 10,7%        | 9,8%         |
| Liberale Partij          | 7,3%              | 3,0%         | 2,5%          | 2,5%             | 2,9%                | 1,3%             | 1,8%            | -            | 1,1%         |